# Muradlı (Ağsu)
Muradlı è un comune dell'Azerbaigian situato nel distretto di Ağsu. Conta una popolazione di 552 abitanti.